# Irish Coffee

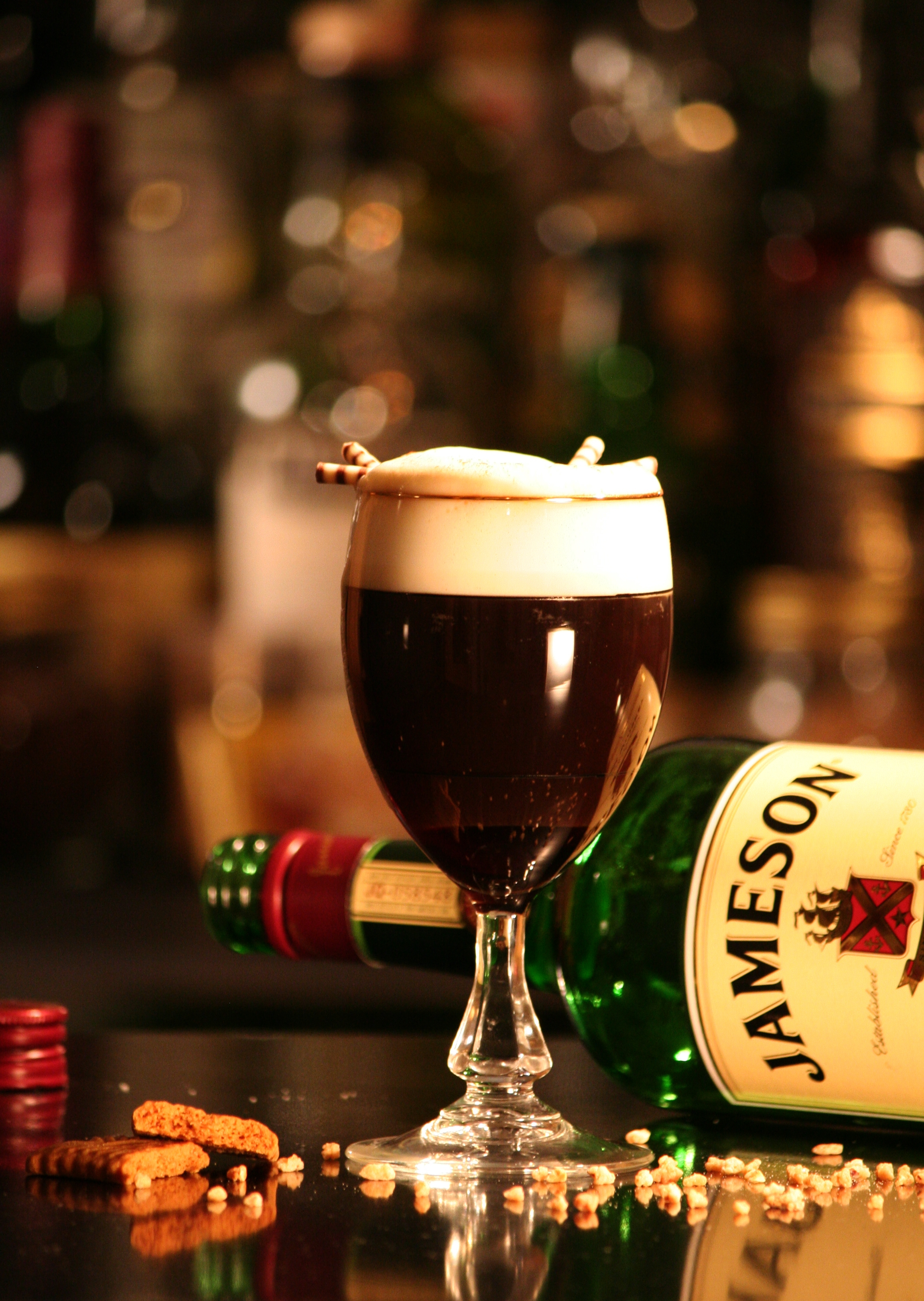
Irish Coffee

Irish Coffee, in Irland selbst auch Caife Gaelach respektive Gaelic Coffee genannt, ist ein gesüßter Kaffee mit irischem Whiskey und einer Haube aus leicht geschlagener noch flüssiger Sahne. Auf Bar- und Cocktailkarten wird Irish Coffee als Hot Drink geführt.
Es gilt mittlerweile als belegt, dass dieses Heißgetränk Anfang der 1940er Jahre in einem Restaurant des Flughafens Foynes – eines Vorläufers des heutigen Shannon International Airport – im Westen Irlands erfunden wurde. Restaurant-Chef Joe Sheridan soll es damals für Passagiere, die auf den Weiterflug ihrer Maschine nach Übersee warteten, angeboten haben, als der Flughafen zum Auftanken angeflogen wurde. International bekannt wurde Irish Coffee aber erst, als das Café Buena Vista in San Francisco diese Kaffeespezialität 1952 kopierte, nachdem der Journalist und Pulitzerpreisträger Stanton Delaplane dem Inhaber Jack Koeppler davon berichtet hatte. Koeppler flog selbst nach Irland, um die richtige Mischung der Zutaten herauszubekommen. Lange Zeit galt das Buena Vista deswegen fälschlicherweise als Ursprungsort des Irish Coffee.
Bei der klassischen Zubereitung werden zunächst zwei Tee- oder Barlöffel Zucker in einem speziellen, hitzebeständigen Irish-Coffee-Glas über offener Flamme karamellisiert, sodann etwa drei bis vier Zentiliter Irish Whiskey hinzugefügt und ebenfalls erwärmt. In der Gastronomie gibt es eigens angefertigte Spiritusbrenner mit einer Halterung, in der das Glas dabei gedreht werden kann. Alternativ werden Whiskey, Zucker oder Zuckersirup gemeinsam erhitzt und eventuell ein Barlöffel Karamellsirup hinzugefügt. Danach wird mit heißem, starken Kaffee aufgegossen und schließlich halb aufgeschlagene Sahne darauf gegeben. Die Sahne lässt man dabei über einen Löffel auf den Kaffee fließen, so dass sie sich nicht mit diesem vermischt. Dekoriert wird oft mit Raspelschokolade. Irish Coffee wird klassisch ohne Löffel serviert und nicht umgerührt, man trinkt den heißen Kaffee durch die kühle Sahne hindurch.